# Honneur
Pour les articles homonymes, voir Honneur (homonymie).
 (avril 2019).
Si vous disposez d'ouvrages ou d'articles de référence ou si vous connaissez des sites web de qualité traitant du thème abordé ici, merci de compléter l'article en donnant les références utiles à sa vérifiabilité et en les liant à la section « Notes et références ».
 (avril 2019).

## Définitions
L'honneur est une notion complexe et subjective, qui renvoie à la valeur morale que l'on s'attribue ou que l'on reconnait aux autres.
L'honneur est un sentiment d'estime et de considération porté à un individu ayant une conduite digne, méritante, conforme à un certain nombre de normes d'un groupe ou d'une société. C'est un lien entre une personne et un groupe social qui lui donne son identité et lui confère le respect.
L'honneur est donc lié à des principes, des devoirs, des engagements, des vertus ou encore à la réputation. Elle est donc une notion riche et diverse, qui varie selon les époques, les cultures, les situations, et les individus. 
L'honneur se gagne par des actes admirés par la collectivité. En ce sens, l'honneur est un attribut collectif, comme la vertu est un attribut individuel.
Lorsque des institutions reconnaissent par un acte public l'importance pour elles d'une personne, cela s'appelle conférer des honneurs. Il y a le tableau d'honneur avec le portrait de l'employé du mois ; les États donnent des décorations, dont en France la principale est la Légion d'honneur. L'appétit des gens pour ces distinctions les amène parfois à manquer leur but. Des candidats avides utilisent pour les obtenir, des moyens opposés aux valeurs qui soutiennent l'institution. La réaction à cette conséquence de l'institutionnalisation de l'honneur amène d'autres personnes à mettre leur honneur à refuser les honneurs.

## Origines
L'honneur procède 

« Du lat. class. honos, honoris, masc. « honneur rendu aux dieux, décerné à qqn, marque de considération; charge, magistrature, fonction publique »; à l'époque médiév., honor désigne surtout la charge octroyée par le roi au comte, au duc, aux officiers royaux. »

L'honneur est une marque de vénération, de considération attachée elle aussi à la vertu et au mérite. Consécutivement, l'honneur est donc une forme d'estime dont on jouit après le combat comme une récompense.

## Déclinaisons de la notion d'honneur
Dans le cadre de cette filiation sémantique, l'honneur semble être à l'origine un concept social, patrimonial et moral positif, qui se décline de la manière suivante :
- Bien accordé par un suzerain à ses hommes. C'est une récompense, un butin patrimonial qui est plus ou moins synonyme de fief. Le terme reste en usage pour l'Angleterre où Guillaume le Conquérant avait pris soin à ne pas laisser s'établir des principautés. L'un des plus importants, l'honneur de Richmond passera à la famille ducale de Bretagne mettant les ducs bretons dans une situation difficile lors de la guerre de Cent Ans. On connaît aussi l'honneur de Leicester qu'a possédé un temps la famille de Grandmesnil.
- Actes de distinction : (rendre les honneurs à...) les honneurs militaires ou les honneurs funèbres, Dame d'honneur ; les diplômes ou Prix d'honneur ; les médailles d'honneur et la décoration de la Légion d'honneur ; les titres décernés Honoris Causa ou à titre honoraire ; être fait citoyen d'honneur d'une ville ; passer sous une haie d'honneur ; faire l'honneur de sa maison à quelqu'un signifie lui faire honneur. Par extension, rentrent dans cette catégorie toutes les distinctions qui font honneur à quelqu'un (décorations, coupes, titres honorifiques ou de noblesse, trophées artistiques, etc.), ainsi que le fait de mettre en lumière ou à l'affiche (mettre à l'honneur) une personne, un événement, un fait, une chose, un métier, une catégorie (générationnelle, sociale...), un comportement (le civisme, par exemple), un territoire, etc.
- Dignité, fierté, loyauté, éthique d'un individu, ou d'un groupe : une déclaration sur l'honneur ; donner sa parole d'honneur ; piquer d'honneur revient à persuader quelqu'un que son honneur est en cause ; prendre tout au point d'honneur équivaut à de l'extrême susceptibilité quant à l'honneur ; engager son honneur ou celui du groupe auquel on appartient (l'honneur d'un officier ou de l'Armée) ; honneur national ; tomber au champ d'honneur ; fors l'honneur (François Ier) ; mettre un point d'honneur à, code d'honneur... La radicalisation du sens de l'honneur amène le sentiment individuel revanchard, selon la perception des circonstances historiques ou, tout au contraire le sentiment mortifère de honte en cas d'échec, d'erreur ou de faute déshonorante (mutilation du petit doigt chez les Yakuza et suicide rituel des japonais par hara-kiri). Vendre son honneur signifie accepter faire quelque chose de déshonorant en échange d'une contrepartie quelconque. Tout au contraire, la banalisation de la notion d'honneur amène à considérer une conduite, un comportement honorable, même lorsqu'il se réalise hors du champ traditionnel de l'honneur, ou qu'il se réalise dans l'abstention (voir ci-dessous).
- Vertu d'une femme en rapport avec ses mœurs, la perte de sa virginité ou des relations en dehors du mariage, même consenties : ravir son honneur signifie la violer et lui avoir fait perdre sa qualité de jeune fille honorable, même si cette dernière était complice ; rendre l'honneur à une femme signifie l'épouser pour réparer l'offense, avant que ne soit connue l'éventuelle perspective d'enfantement. Aujourd'hui une telle réaction perdure en France dans certaines couches de la société, dès lors qu'un heureux événement s'annonce. Défendre jalousement son honneur signifie protéger sa vertu. Dans certaines sociétés traditionnelles, les atteintes à la vertu d'une femme peuvent provoquer des crimes d'honneur à l'encontre de celle-ci et (ou) de l'homme ayant porté atteinte à son honneur, ayant enfreint le code d'honneur de ladite société.
- Formules de politesse plus ou moins convenues et solennelles : J'ai l'honneur de..., Faire honneur à..., Votre honneur (lorsque l'on s'adresse à un juge anglo-saxon).
- Certaines figures de cartes à jouer, les plus hautes, à certains jeux : les honneurs au bridge (et au Whist dont il dérive), sont As, Roi, Dame, Valet et, comme dans la noblesse qu'ils incarnent, un petit parvenu récemment anobli, le 10 dans le Bridge moderne. Au Mhing dérivé du Mah-Jong, les honneurs sont les vents et les dragons.

De manière dérivée (honorable) :
- Caractère acceptable, mais plus banal, d'un individu, d'un comportement ou d'un résultat : ce comportement est honorable (digne ou seulement, il s'est bien acquitté d'une tache, il s'en est tiré honorablement, cette tâche est à son honneur...). Cela peut se réaliser dans l'action, dans le comportement et la conduite, voire dans l'abnégation ou l'abstention (ne pas s'abaisser, se déshonorer à faire telle chose, avoir le courage de ne pas réagir, ou de supporter, etc). Cela peut se projeter sur la banalisation des critères de la réputation ; cette personne est honorable (bonne réputation ou seulement, ne fait pas parler d'elle, ne pose pas de problème, est bien intégrée). On qualifie aussi un résultat ou une défaite d'honorable, notamment lorsque l'on pouvait craindre un moins bon résultat (sauver l'honneur).

## Prise en compte de l'honneur en Droit
- L'atteinte à l'honneur d'une femme, au sens décrit plus haut, se retrouve aujourd'hui dans les notions juridiques de viol ou de harcèlement sexuel, donc seulement lorsque l'atteinte est subie, et se résout par une peine correctionnelle ou criminelle en matière pénale. En cette matière, il est moins question d'honneur aujourd'hui que d'atteinte à la dignité et à l'intégrité de la femme, ou d'un homme, bien que ce sentiment d'atteinte à l'honneur perdure culturellement dans l'entourage familial de certaines victimes féminines.
- La vendetta, c'est-à-dire le fait de se faire justice soi-même notamment pour venger une offense à l'honneur ou une dette d'honneur (meurtre, atteintes physiques ou patrimoniales) est courant dans les populations ayant gardé une tradition culturelle forte et extensive de l'honneur, à laquelle le droit ne répond pas (ou pas assez). Par exemple, en Afghanistan où un père ne saurait se soustraire à sa parole de donner sa fille à marier[4]. Toutefois, dans les sociétés modernes (pays occidentaux notamment), les actes auxquels cette vengeance donne lieu sont sanctionnés à hauteur de l'infraction commise, généralement sans considération pour le motif, selon, sur le plan pénal ou sur le plan civil (atteintes patrimoniales et dommages-intérêts).
- L'atteinte à l'honneur national a fait, ou fait encore parfois l'objet d'une incrimination pénale (Andorre, Bulgarie, Espagne, Italie) [5] mais c'est généralement à travers l'atteinte aux symboles nationaux (drapeau, Chef de l’État, hymne national, etc.) que cette notion est appréhendée par le droit, comme c'est le cas en France. En droit international, hormis les agressions caractérisées, les actes et les déclarations qui peuvent être considérées comme une atteinte à l'honneur national ne font plus l'objet d'un état de belligérance, comme par le passé. Aujourd'hui, elles se résolvent sur le terrain diplomatique et se traduisent par une demande d'excuses ou, à défaut, par diverses mesures de rétorsion (rappel d'ambassadeur, ou au contraire expulsion de diplomates étrangers, sanctions économiques, etc.).

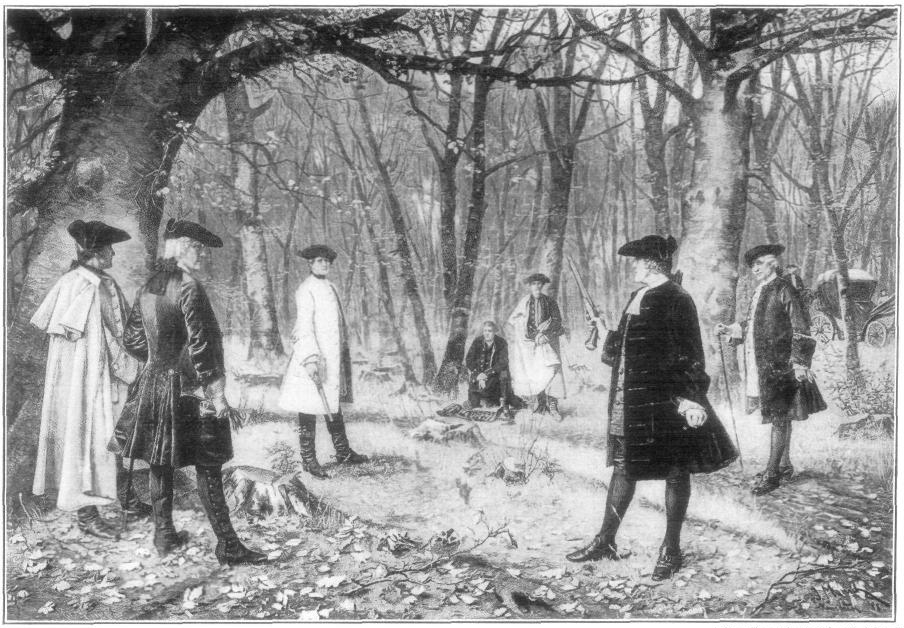
Le duel était de coutume pour laver son honneur après tout comportement jugé comme un affront

### Système juridique français
- Les affaires d'honneur, notamment l'atteinte à la réputation d'une personne ou les dettes d'honneur (pécuniaires) se résolvaient souvent par le passé par le duel qui, pourtant interdit sous Louis XIII, continua en pratique jusqu'au début du XXe siècle, « comme supplément obligé des lois qui ne connaissent pas des offenses à l'honneur » dira Chateaubriand[6]. Afin de ne pas encourir de peine criminelle, il s'achevait généralement dès la première goutte de sang versée. Toutefois, avant la Révolution, les maréchaux de France formaient un tribunal chargé de traiter les affaires d'honneur entre gentilshommes ou officiers, ce qui était censé prévenir les duels. Ils avaient des déléguée en province (rapporteurs du point d'honneur)[7],[8]. La prise en compte de cette atteinte à la réputation se retrouve aujourd'hui dans la notion juridique de diffamation et se résout par l'octroi de dommages-intérêts en matière civile.
- La déclaration sur l'honneur est aujourd'hui admise comme suffisante dans un certain nombre de procédures administratives (déclaration de concubinage, déclaration de situation aux organismes sociaux ou assurances, publication des bans, etc.) et se retrouve, en quelque sorte, devant un tribunal lorsque l'on y prête serment.
- L'octroi de la Légion d'honneur fait l'objet d'un décret du Président de la République. Cette décoration a la préséance sur toutes les autres. Elle donne le droit, à la descendance féminine du titulaire (jusqu'au troisième degré), de bénéficier d'une scolarité à la Maison d'éducation de la Légion d'honneur. La radiation de l'Ordre peut intervenir en cas d'atteinte à l'honneur ou à la dignité. Elle est automatique, parce que considérée comme telle, en cas de déchéance de la nationalité française ou de condamnation à une peine d'emprisonnement d'un an ou plus, pour crime [9]. Cas de Maurice Papon qui, bien que s'étant vu retirer cette décoration, a été enterré avec celle-ci [10].
- Un enfant, selon le Code civil, « doit honneur et respect à ses pères et mères ». Le Code civil français reprend ainsi l'un des dix commandements judéo-chrétiens. Ledit code précise que cette obligation pèse sur l'enfant « à tout âge »[11]. Toutefois, en pratique, ce n'est que d'une manière indirecte qu'est sanctionnée cette obligation à l'honneur, notamment, par l'obligation pesant sur les enfants de prendre en charge les obsèques de leurs parents, même en cas de refus de la succession de ces derniers ; la déclinaison la plus concrète de l'obligation d'honorer ses parents étant formalisée dans un autre article du Code civil relatif à l'obligation alimentaire due aux ascendants par les enfants [12]. Les enfants sont donc invités, en quelque sorte, à mettre un point d'honneur à assurer à leurs parents la réciprocité des obligations d'entretien et d'éducation qui pesaient sur leurs ascendants à leur profit [13].
- Différents corps d'agents publics et d'auxiliaires de justice doivent répondre de leurs manquements à l'honneur (entre autres). Ainsi les avocats s'exposent à des sanctions disciplinaires (par exemple une suspension), selon le code disciplinaire et la déontologie qui régissent leur profession [14]. Tel est aussi le cas des magistrats qui manquent à l'honneur de leur charge ou à l'honneur de la justice [15]. De même que pour tout agent public dont les manquements à la probité, aux bonnes mœurs ou à l'honneur peuvent être constitutifs d'une faute professionnelle[réf. nécessaire].
- Maurice Cusson fait de l'honneur le motif essentiel de l'homicide[16]. Il établit ainsi un lien entre la perte du sens de l'honneur au long de l'histoire et la baisse du taux d'homicide[17].

## La notion d'honneur
Il s'agit à la fois d'une notion sociologique et culturelle, contingente :
- de la sensibilité individuelle et/ou collective (familiale ou sociétale) ;
- de la morale et des mœurs d'une époque donnée ;
- des circonstances.

Les origines de l'honneur relient cette notion à la victoire sur le champ de bataille[réf. nécessaire].
Durant l'Antiquité, la défaite était cruelle et le vainqueur pouvait humilier l'adversaire. « Væ victis ! » . Les vaincus, en perdant le contrôle sur leur destin, perdaient, avec tous leurs biens y compris les plus précieux, leur honneur dans l'humiliation. Au besoin, le suicide permettait d'échapper à l'ennemi et au déshonneur. Cassius et Brutus se suicidèrent après leurs défaites contre les triumvirs. Dans la société romaine, le pouvoir sur les choses et les gens était exercé par les hommes. Aussi l'honneur, associé au pouvoir sur soi et ses dépendants, épouse, enfants, esclaves, est-il, comme la vertu (de vir, homme), une qualité virile. Cependant, une femme exerçant le pouvoir, la reine d'Égypte, Cléopâtre, préfère-t-elle aussi, dans des circonstances semblables, mourir plutôt que d'être exhibée comme vaincue dans le triomphe d'Auguste.
Au Moyen Âge, les chevaliers se souciaient plus de l'honneur de leur lignée que du sort de la bataille, c'est-à-dire de se comporter avec bravoure et panache que de se comporter de manière efficiente .
À l'époque moderne, l'honneur reste attaché au devoir patriotique et au sacrifice pour la nation qui seront exaltés pour soutenir l'effort de guerre lors des grands conflits.
L'honneur est d'abord une valeur collective. Il s'attache à la lignée, à la tribu, à la nation. Ainsi, l'honneur perdu d'une femme, c'est-à-dire le fait pour elle d'avoir des relations sexuelles avec un homme qui n'y a pas été intégré (ou à la lignée duquel elle n'a pas été intégrée) est d'abord celui de la lignée. Celle-ci repose sur l'idée que les hommes se perpétuent par le sang dans des femmes, considérées à peu près comme un vase où se développe la semence. Pour que la lignée se poursuive, il faut que la filiation ne puisse être mise en doute[réf. nécessaire]. La virginité d'une femme, sa sexualité ne lui appartiennent pas. C'est un mécanisme de clan, une affaire familiale. C'est l'honneur de la famille, au premier rang duquel se trouve le père, puis le mari, que de protéger la femme de toutes relations hors cadre ou de toutes tentations. Aujourd'hui encore, bien que sous une forme souvent atténuée, se perpétue cette idée que la famille est éclaboussée par la conduite d'une femme, comme elle l'est d'ailleurs par celle des hommes qui manquent à la probité, à la parole donnée, et par ses membres affligés d'une difformité physique, et qu'elle doit donc se plier à certains codes comportementaux et vestimentaires dans ses relations avec les hommes, sous peine de mettre en cause l'honneur de son clan[réf. nécessaire].
Ces aspects guerriers et claniques expliquent en partie la survivance de certains codes d'honneur, notamment au nord ou au sud de la Méditerranée, chez des peuples repliés sur leurs valeurs familiales, leur territoire et leur tradition de résistance face aux invasions multiples qu'ils ont connues. On pense à la vendetta, à l'omertà et au machisme qui caractérisent le code d'honneur en Sicile et en Corse, ou le kanoun très strict en Albanie et en Kabylie. Mais ces origines guerrières, qui permettaient d'obtenir un fief, une ville, un territoire, et donc un titre, que l'on transmettait à sa descendance avec les valeurs viriles qui en étaient la source, expliquent aussi qu'en Occident, l'honneur fut d’abord associé au fait d'être bien né (sous-entendu, issu de cette noblesse guerrière) et d’être ainsi capable, dans l'action, d'une grandeur pouvant dépasser les exigences du strict devoir ou de la stricte utilité. C'est ce qui a fondé les valeurs de la noblesse patriarcale (toutes origines progressivement confondues) pendant quelques siècles.

## L'honneur dans la littérature
- Platon souligne que le Thumos (l'une des trois parties de l'âme) « est en réalité le siège du courage, du sentiment de dignité, de fierté, d'honneur ».
- Rabelais donne dans Gargantua (1532) une définition de l'honneur : « Les gens libères, bien néz, bien instruictz, conversans en compaignies honnestes, ont par nature un instinct et aiguillon qui tousjours les poulse à faictz vertueux et retire de vice, lequel ils nommoient honneur. » (Gargantua, LVII.)
- William Shakespeare fait dire à Falstaff dans sa pièce Henry IV (première partie) que « l'honneur peut-il remettre un jambe? Non. Un bras? Non. M'ôter la douleur d'une blessure? Non. Qu'est-ce que l'honneur? un mot. Et qu'est-ce que ce mot, l'honneur? Ce qu'est l'honneur : du vent. Un joli appoint vraiment ! Et à qui profite-t-il? Celui qui mourut mercredi, le sent-il? Non. L'entend-il? Non. L'honneur est donc une chose insensible? Oui, pour les morts. Mais ne saurait-il vivre avec les vivants? Non. Pourquoi? C'est que la médisance ne souffrira jamais. A ce compte, je ne veux point d'honneur, l'honneur est un pur écusson funèbre : et ainsi finit mon catéchisme »
- Jean de La Fontaine illustre dans sa fable Le Lièvre et la Tortue comment l'honneur peut être dévoyé par l'orgueil ; « Elle [la Tortue] se hâte avec lenteur, Lui cependant méprise une telle victoire, Tient la gageure à peu de gloire, Croit qu'il y va de son honneur, De partir tard ».
- Montesquieu voit dans l'honneur, le ressort « qui borne la puissance » dans les États monarchistes et modérés. L'honneur « règne, comme un monarque, sur le prince et le petit peuple ». (De l’esprit des lois, III, X.).
- Voltaire souligne que l'honneur ne serait pas seulement l'affaire des honnêtes gens : « Je conçois bien qu'un scélérat, associé à d'autres scélérats, cèle d'abord ses complices ; les brigands s'en font un point d'honneur ; car il y a ce que l'on appelle de l'honneur jusque dans le crime. » (Dissertation sur la mort d'Henri IV.)
- Chamfort évoque ironiquement l'évolution moderne de la notion d'honneur : « Pour ne parler que de morale, on sent combien ce mot, l'honneur, renferme d'idées complexes et métaphysiques. Notre siècle en a senti les inconvénients ; et, pour ramener tout au simple, pour prévenir tout abus de mots, il a établi que l'honneur restait dans son intégrité à tout homme qui n'avait point été repris de justice. » (Maximes et Pensées, Philosophie et morale, XLII.)
- Arthur Schopenhauer aborde assez longuement la notion d'honneur dans son ouvrage Aphorismes sur la sagesse dans la vie (chap. 4) : « L’honneur est, objectivement, l’opinion qu’ont les autres de notre valeur, et, subjectivement, la crainte que nous inspire cette opinion. En cette dernière qualité, il a souvent une action très salutaire, quoique nullement fondée en morale pure, sur l’homme d’honneur. […] L’honneur a, dans un certain sens, un caractère négatif, par opposition à la gloire dont le caractère est positif, car l’honneur n’est pas cette opinion qui porte sur certaines qualités spéciales, n’appartenant qu’à un seul individu ; mais c’est celle qui porte sur des qualités d’ordinaire présupposées, que cet individu est tenu de posséder également. L’honneur se contente donc d’attester que ce sujet ne fait pas exception, tant que la gloire affirme qu’il en est une. La gloire doit donc s’acquérir ; l’honneur au contraire n’a besoin que de ne pas se perdre [20]. »
- Simone Weil décrit l'honneur comme un moteur de l'âme : « L'honneur est un besoin vital de l'âme humaine. Le respect dû à chaque être humain comme tel, même s'il est effectivement accordé, ne suffit pas à satisfaire ce besoin ; car il est identique pour tous et immuable ; au lieu que l'honneur a rapport à un être humain considéré, non pas simplement comme tel, mais dans son entourage social. Ce besoin est pleinement satisfait, si chacune des collectivités dont un être humain est membre lui offre une part à une tradition de grandeur enfermée dans son passé et publiquement reconnue au-dehors. » (L'Enracinement.)